# ديونيسيوس كاسداغليس
ديونيسيوس كاسداغليس (10 أكتوبر 1872 في سالفورد ‏ – 1931) هو لاعب كرة مضرب يوناني-مصري. شارك في الألعاب الأولمبية الصيفية 1896 في أثينا وفي الألعاب الأولمبية الصيفية 1906 في أثينا أيضًا.